# Tapis de Heriz
 (juillet 2016).
Le tapis de Heriz est un type de tapis persan. Il est noué dans une trentaine de villages disséminés à l'est de Tabriz, dont Heriz, Merivan, Georavan, Bakhshaih, Zarnaq. Ces tapis sont de la famille des tapis de Tabriz mais leur exécution particulière oblige à les classer à part. Ils sont généralement tissés avec une laine soyeuse de belle qualité et résistante , les grands formats ne sont pas rares car ils couvrent et meublent avantageusement les grandes pièces dans des styles authentiquement persans , et sont appréciés pour cela.
Description
Les artisans tissant les tapis de Tabriz et d'Heriz utilisent les mêmes cartons mais avec une interprétation différente : ceux de Heriz, ne pratiquent pas l'art de nouer des lignes courbes, ils modifient donc l'aspect des arabesques dessinées sur les cartons en les tissant avec des motifs formant géométriquement des lignes perpendiculaires, horizontales et obliques. À partir du même dessin peuvent donc naître deux tapis différents : un Tabriz et un Heriz.